# Віллорба
Віллорба (італ. Villorba, вен. Viłorba) — муніципалітет в Італії, у регіоні Венето, провінція Тревізо.
Віллорба розташована на відстані близько 430 км на північ від Рима, 34 км на північ від Венеції, 8 км на північ від Тревізо.
Населення — 18 009 осіб (2014).
Щорічний фестиваль відбувається 20 січня. Покровитель — Fabiano.

## Демографія
Населення за роками:

Станом на 1 січня 2023 року в муніципалітеті офіційно проживало 1540 іноземців з 73 країн, серед них 357 громадян країн Євросоюзу та 68 громадян України.

## Сусідні муніципалітети
- Аркаде
- Карбонера
- Понцано-Венето
- Повельяно
- Спрезіано
- Тревізо